# نظرآقا یمین‌السلطنه
نظرآقا یمین‌السلطنه زادهٔ ۱۸۲۸ میلادی (۱۲۰۹ خورشیدی) در ارومیه یا سلماس - درگذشته ۱۹۰۴ در پاریس) یک دیپلمات آشوری‌تبار اهل ایران است که از تاریخ ۱۲۵۲ تا تاریخ ۱۲۷۲ سمت سفیر ایران در فرانسه را برعهده داشت.

## زندگی‌نامه
در ۱۲۰۹ خورشیدی (۱۸۳۰ میلادی) در سلماس از پدری به نام به پرنس لسینکف و مادر آشوری بنام راخی خانم (راشل) به دنیا آمد و از مدرسه کشیش‌های مخیتاریست فارغ‌التحصیل شد.